# Изернија (округ)
Округ Изернија (итал. Provincia di Isernia) је округ у оквиру покрајине Молизе у средишњој Италији. Седиште округа и покрајине и највеће градско насеље је истоимени град Изернија.
Површина округа је 1.529 км², а број становника 89.069 (2008. године).

## Природне одлике
Округ Изернија чини мањи, западни део историјске области Молизе. Он се налази у јужном делу државе, без изласка на море. Округ је смештен у области средишњи дела планинског ланца Апенина (Самнитски Апенини). Између њих налази се неколико насељених долина познатих по виноградарству и производњи вина. Једини већи водоток у округу је река Трињо.

## Становништво
По последњим проценама из 2008. године у округу Изернија живи мање од 90.000 становника. Густина насељености је веома мала, испод 60 ст/км². Цео округ је слабо насељен, посебно сеоске области.

## Општине и насеља
У округу Изернија постоји 52 општине (итал. Comuni).
Најважније градско насеље и седиште округа је град Изернија (22.000 ст.) у средишњем делу округа. Други по величини је град Венафро (12.000 ст.) у југозападном делу округа.